# Bosiljevo (Bjelovar-Bilogora)
Pour les articles homonymes, voir Bosiljevo.
 (avril 2019).
Bosiljevo est un village croate situé dans le comitat de Bjelovar-Bilogora. Il est relié à l’autoroute D43.